# Кунстхалле Нюрнберга
Кунстхалле Нюрнберга (нем. Kunsthalle Nürnberg) — художественная галерея в городе Нюрнберг (Средняя Франкония), открытая в 1967 году как место для демонстрации международного современного искусства; здание музея было построено в 1912 году по планам архитектора Отто Зееги (Otto Seegy, 1859—1939) как выставочный зал «Kunstausstellungshalle am Marientor» — являлся расширением музея «Künstlerhaus»; финансируется через благотворительный фонд «Contemporaries»; в 1997 году постоянная коллекция была передана в городской Новый музей (NMN).

## История и описание
Кунстхалле был основан в Нюрнберге в 1967 году как галерея, специализирующаяся на международном современном искусстве: зал является как выставочным пространством и дискуссионным форумом, так и институтом-посредником в сфере искусства. Городская коллекция произведений современного искусства получила в нём свою первую постоянную выставочную площадку — в 1997 году сама коллекция была передана в передана в Новый музей (NMN). Сегодня в зале проходят временные выставки современных авторов, начиная от шестидесятых годов XX века. Кунстхалле финансируется за счет средств некоммерческого фонда «Contemporaries e. V.»
Музейное здание было построено как художественный музей — по инициативе бывшего мэра города Георга фон Шуха (Johann Georg Schuh, 1846—1918), которому удалось привлечь к участию в проекте частных инвесторов, Оскара фон Петри (1860—1944) и его супругу Элизабет. Элизабет фон Петри являлась автором идеи создания специального фонда для финансирования деятельности нового выставочного зала. Архитектор Отто Зиги (Otto Seegy, 1859—1939) разработал проект музейного здания, которое было построено в 1912 году как «Kunstausstellungshalle am Marientor»; торжественное открытие состоялось 12 октября 1913 года. Предполагалось, что новое выставочное пространство дополнит и расширит площади соседнего зала «Künstlerhaus Nürnberg». Первая выставка была посвящена работам местных художников.
В тридцатые годы здание было переименовано во «Франконскую галерею» (Fränkischen Galerie am Marientor) и использовалось для временных выставок регионального искусства. В 1937 году она была закрыта и не открылась после Второй мировой войны; сегодня её наследником является Кунствилла, открывшаяся в 2014 году. В 2015—2016 году в залах кунстхалле прошла групповая выставка об интерьере в современном искусстве («Homebase. Das Interieur in der Gegenwartskunst»); в 2016 году были представлены работы Генриетты Гранерт (род. 1977) «Henriette Grahnert. Manchmal erscheinst du mir sehr abstrakt», а на следующий год здесь прошла выставка Бенджамина Хулихана «Benjamin Houlihan. Salad Days».